# Ужгородська міська рада
Ужгорóдська міська́ ра́да  — орган місцевого самоврядування Ужгородської міської громади в Закарпатській області.

## Загальні відомості
- Територія ради: 31,56 км²
- Населення ради: 115 020 осіб (станом на 1 серпня 2015 року)[1]
- Територією ради протікає річка Уж.

## Населені пункти
Міській раді підпорядковані населені пункти:
- м. Ужгород

## Склад ради
Рада складається з 36 депутатів та голови.
- Голова ради: Андріїв Богдан Євстафійович
- Секретар ради:

### Керівний склад попередніх скликань
| Прізвище, ім'я, по батькові    | Основні відомості                                                                         | Дата обрання | Дата звільнення |
| ------------------------------ | ----------------------------------------------------------------------------------------- | ------------ | --------------- |
| Ратушняк Сергій Миколайович    | Міський голова, 1961 року народження, член Народної партії                                | 26.03.2006   | 31.10.2010      |
| Погорелов Віктор Володимирович | Міський голова, 1951 року народження, освіта вища                                         | 31.10.2010   | 15.11.2015      |
| Андріїв Богдан Євстафійович    | Міський голова, 1969 року народження, освіта вища, безпартійний, від партії «Відродження» | 15.11.2015   |                 |

Примітка: таблиця складена за даними сайту Верховної Ради України та ЦВК

### Депутати VII скликання
За результатами місцевих виборів 2015 року депутатами ради стали:

#### За суб'єктами висування
| Суб'єкт висування                                       | Кількість обраних депутатів | %     |
| ------------------------------------------------------- | --------------------------- | ----- |
| Партія «Відродження»                                    | 9                           | 25.00 |
| Політична партія «Патріот»                              | 5                           | 13.89 |
| Партія Блок Петра Порошенка «Солідарність»              | 5                           | 13.89 |
| Політична партія «Об'єднання „Самопоміч“»               | 3                           | 8.33  |
| Політична партія «Європейська партія України»           | 3                           | 8.33  |
| Політична партія «Наш край»                             | 3                           | 8.33  |
| Політична партія Всеукраїнське об'єднання «Батьківщина» | 3                           | 8.33  |
| Політична партія Єдиний Центр                           | 3                           | 8.33  |
| «КМКС» Партія угорців України                           | 2                           | 5.56  |

#### За округами
| № округу                                                | Прізвище, ім'я, по батькові        | Дата нар.  | Освіта             | Партійна приналежність       | Відомості |
| ------------------------------------------------------- | ---------------------------------- | ---------- | ------------------ | ---------------------------- | --- |
| Партія «Відродження»                                    |                                    |            |                    |                              | |
| пк                                                      | Андріїв Богдан Євстафійович        | 12.08.1969 | вища               | безпартійний                 | Ужгородська міська рада, секретар Ужгородської міської ради                                                                                          |
| 16                                                      | Мандич Юрій Васильович             | 23.06.1972 | середня спеціальна | безпартійний                 | Комунальне підприємство Житловий ремонтно-експлуатаційний район № 4" Ужгородської міської ради, директор                                             |
| 35                                                      | Оксьон Юрій Юрійович               | 19.10.1982 | вища               | безпартійний                 | Комунальне підприємство ЖРЕР № 8, директор |
| 14                                                      | Пономарьов Станіслав Борисович     | 16.02.1972 | вища               | безпартійний                 | Комунальне автотранспортне підприємство — 072801 Ужгородської міської ради, директор                                                                 |
| 13                                                      | Гомонай Василь Васильович          | 25.08.1978 | вища               | безпартійний                 | Державний вищий навчальний заклад «Ужгородський національний університет», доцент кафедри конституційного права та порівняльного правознавства       |
| 18                                                      | Прозор Євгеній Ігорович            | 13.04.1969 | середня спеціальна | безпартійний                 | Тимчасово не працює |
| 33                                                      | Готра Віталій Вікторович           | 05.08.1990 | вища               | безпартійний                 | Торгова марка «Perfums Bar», менеджер (управитель) в роздрібній торгівлі непродовольчими товарами                                                    |
| 12                                                      | Станко Юрій Юрійович               | 31.03.1981 | вища               | безпартійний                 | Товариство з обмеженою відповідальністю «Екоресурс Плюс», генеральний директор                                                                       |
| 15                                                      | Якубик Іван Іванович               | 07.04.1974 | вища               | безпартійний                 | Приватний підприємець |
| ПАРТІЯ "БЛОК ПЕТРА ПОРОШЕНКА «СОЛІДАРНІСТЬ»             |                                    |            |                    |                              | |
| пк                                                      | Камінська Олена Анатоліївна        | 05.10.1966 | вища               | безпартійна                  | Закарпатський обласний палац дитячої та юнацької творчості «ПАДІЮН», художній керівник Народного художнього колективу "Студія сучасного танцю «Бліц» |
| 19                                                      | Богуславський Роман Ярославович    | 18.03.1986 | вища               | безпартійний                 | Самозайнята особа-адвокат |
| 29                                                      | Риба Андрій Юлійович               | 01.07.1984 | вища               | БПП «Солідарність»           | тимчасово не працює |
| 20                                                      | Пацкан Дмитро Сергійович           | 05.02.1980 | вища               | БПП «Солідарність»           | Фізична особа-підприємець |
| 32                                                      | Білонка Володимир Іванович         | 30.07.1985 | вища               | БПП «Солідарність»           | Фізична особа-підприємець |
| Політична партія «ПАТРІОТ»                              |                                    |            |                    |                              | |
| пк                                                      | Чурило Михайло Михайлович          | 23.10.1979 | вища               | «Патріот»                    | Власник підприємства |
| 15                                                      | Любар Віктор Михайлович            | 01.07.1967 | середня спеціальна | безпартійний                 | ФОП Любар В. М., підприємець |
| 7                                                       | Варцаба Сергій Васильович          | 19.01.1979 | вища               | безпартійний                 | ПРАТ "Видавництво «Закарпаття», голова правління |
| 32                                                      | Ломага Юрій Юрійович               | 11.01.1973 | вища               | безпартійний                 | Закарпатська обласна клінічна лікарня, заступник головного лікаря                                                                                    |
| 16                                                      | Бабидорич Валерій Васильович       | 25.02.1984 | середня спеціальна | безпартійний                 | тимчасово не працює |
| політична партія Всеукраїнське об'єднання «Батьківщина» |                                    |            |                    |                              | |
| пк                                                      | Шанта Сергій Іванович              | 08.06.1986 | вища               | ВО «Батьківщина»             | ТзОВ «Соляріс-Енерджі», директор |
| 9                                                       | Сушко Андріана Антонівна           | 29.07.1983 | вища               | ВО «Батьківщина»             | Ужгородська міська рада, начальник управління праці та соціального захисту населення                                                                 |
| 26                                                      | Щадей Віктор Іванович              | 30.10.1981 | вища               | безпартійний                 | ГО «Карпатський дім», координатор |
| Політична партія «Європейська партія України»           |                                    |            |                    |                              | |
| пк                                                      | Волошин Іван Іванович              | 06.01.1976 | вища               | «Європейська партія України» | Ужгородська міська рада, перший заступник міського голови                                                                                            |
| 11                                                      | Шевчук Григорій Васильович         | 01.03.1970 | вища               | «Європейська партія України» | Фізична особа-підприємець |
| 23                                                      | Ковальський Анатолій Володимирович | 03.10.1968 | вища               | «Європейська партія України» | ПП «УжБудСервіс», директор |
| політична партія Єдиний Центр                           |                                    |            |                    |                              | |
| пк                                                      | Смоланка Володимир Іванович        | 02.04.1961 | вища               | Єдиний Центр                 | Державний вищий навчальний заклад «Ужгородський національний університет», ректор                                                                    |
| 13                                                      | Горват Мирослав Васильович         | 04.02.1980 | вища               | Єдиний Центр                 | тимчасово не працює |
| 5                                                       | Афанасьєва Олеся Вікторівна        | 09.03.1982 | вища               | безпартійна                  | Приватний підприємець |
| Політична партія «Наш край»                             |                                    |            |                    |                              | |
| пк                                                      | Химинець Володимир Васильович      | 26.05.1973 | вища               | безпартійний                 | Державний вищий навчальний заклад «Ужгородський національний університет», професор кафедри міжнародних економічних відносин                         |
| 5                                                       | Борисенко Олександр Олександрович  | 28.11.1972 | вища               | безпартійний                 | Тимчасово не працює |
| 2                                                       | Губкович Василь Михайлович         | 06.03.1973 | вища               | безпартійний                 | ТОВ «Ідея М. І.К.», директор |
| Політична партія "Об'єднання «САМОПОМІЧ»                |                                    |            |                    |                              | |
| пк                                                      | Сюсько Микола Миколайович          | 22.12.1991 | вища               | «Самопоміч»                  | Ужгородський національний університет, аспірант |
| 5                                                       | Росада Іван Михайлович             | 02.07.1988 | вища               | безпартійний                 | Фізична особа підприємець, підприємець |
| 20                                                      | Ігнат Олександр Володимирович      | 15.06.1985 | вища               | безпартійний                 | Закарпатський обласний клінічний онкологічний диспансер, онкохірург                                                                                  |
| «КМКС» Партія угорців України                           |                                    |            |                    |                              | |
| пк                                                      | Кулін Золтан Золтанович            | 01.01.1961 | вища               | безпартійний                 | Закарпатська обласна державна телерадіокомпанія, перший заступник генерального директора                                                             |
| 4                                                       | Вереш Павло Михайлович             | 27.10.1987 | вища               | безпартійний                 | тимчасово не працює |

### Депутати VI скликання
За результатами місцевих виборів 2010 року депутатами ради стали:

#### За суб'єктами висування
| Суб'єкт висування                                       | Кількість обраних депутатів | %   |
| ------------------------------------------------------- | --------------------------- | --- |
| Єдиний Центр                                            | 18                          | 30  |
| Партія регіонів                                         | 15                          | 25  |
| Політична партія Всеукраїнське об'єднання «Батьківщина» | 9                           | 15  |
| Політична партія «Фронт Змін»                           | 4                           | 6,7 |
| Політична партія «Сильна Україна»                       | 3                           | 5   |
| «КМКС» Партія угорців України                           | 2                           | 3,3 |
| Народна Партія                                          | 2                           | 3,3 |
| Партія екологічного порятунку «ЕКО+25%»                 | 2                           | 3,3 |
| Політична партія «УДАР»                                 | 2                           | 3,3 |
| Молодіжна партія України                                | 1                           | 1,7 |
| Політична партія «Зелені»                               | 1                           | 1,7 |
| Українська партія                                       | 1                           | 1,7 |

#### За округами
| № округу                                                                             | Прізвище, ім'я, по батькові        | Дата визнання обраним | Освіта | Партійна приналежність         | Відомості про обраного депутата |
| ------------------------------------------------------------------------------------ | ---------------------------------- | --------------------- | ------ | ------------------------------ | --- |
| Єдиний Центр                                                                         |                                    |                       |        |                                | |
| б/м                                                                                  | Гасинець Ярослава Степанівна       | 04.11.2010            | вища   | Єдиний Центр                   | Ужгородський національний університет, доцент |
| б/м                                                                                  | Пацкань Богдан Михайлович          | 04.11.2010            | вища   | Єдиний Центр                   | Ужгородський національний університет, завідувач кафедри хірургічних дисциплін факультету післядипломної освіти                                                                    |
| б/м                                                                                  | Гетманенко Олексій Олександрович   | 04.11.2010            | вища   | Єдиний Центр                   | Західне регіональне управління ПАТ Комерційний банк «ПриватБанк», керуючий відділенням № 9 Закарпаття — заступник керівника малого та середнього бізнесу по бюджетним організаціям |
| б/м                                                                                  | Травіна Ольга Валеріївна           | 04.11.2010            | вища   | Єдиний Центр                   | приватний підприємець |
| б/м                                                                                  | Костюк Юрій Вікторович             | 04.11.2010            | вища   | Єдиний Центр                   | житлово-будівельна компанія «ВАШ ДІМ», директор представництва |
| б/м                                                                                  | Семаль Віталій Юрійович            | 17.11.2010            | вища   | Єдиний Центр                   | ТОВ «Полюс Закарпаття», директор |
| 1                                                                                    | Кручаниця Василь Васильович        | 04.11.2010            | вища   | Єдиний Центр                   | Закарпатський обласний наркологічний диспансер, головний лікар |
| 2                                                                                    | Рошко Михайло Михайлович           | 04.11.2010            | вища   | Єдиний Центр                   | Ужгородський національний університет, завідувач кафедри французької мови і зарубіжної літератури романо-германської філології                                                     |
| 4                                                                                    | Тарахонич Вікторія Юріївна         | 04.11.2010            | вища   | Єдиний Центр                   | тимчасово не працює |
| 5                                                                                    | Волошин Іван Іванович              | 04.11.2010            | вища   | позапартійний                  | приватний підприємець |
| 6                                                                                    | Шевчук Григорій Васильович         | 04.11.2010            | вища   | позапартійний                  | приватний підприємець |
| 7                                                                                    | Доктор Олександр Олександрович     | 04.11.2010            | вища   | Єдиний Центр                   | ВАТ «Готельно-туристичний комплекс „Інтурист-Закарпаття“, голова правління |
| 8                                                                                    | Безега Тетяна Михайлівна           | 04.11.2010            | вища   | Єдиний Центр                   | Ужгородський національний університет, старший науковий співробітник науково-дослідного інституту політичної регіоналістики                                                        |
| 10                                                                                   | Мегеш Михайло Михайлович           | 04.11.2010            | вища   | позапартійний                  | лінгвістична гімназія ім. Т. Г. Шевченка, директор |
| 18                                                                                   | Жменяк Віра Семенівна              | 04.11.2010            | вища   | Єдиний Центр                   | дошкільний заклад № 21 „Ластовічка“, завідувачка |
| 22                                                                                   | Козак Тетяна Юріївна               | 04.11.2010            | вища   | Єдиний Центр                   | Ужгородська міська поліклініка, старший лікар відділення міської поліклініки з обслуговування студентів при ВНЗ „Ужгородський національний університет“                            |
| 24                                                                                   | Німчук Степан Михайлович           | 04.11.2010            | вища   | позапартійний                  | „Закарпатська регіональна дирекція Приватного акціонерного товариства ВТБ банк“, директор                                                                                          |
| 28                                                                                   | Кіндрат Олексій Олексійович        | 04.11.2010            | вища   | Єдиний Центр                   | ТОВ „Закарпатбуд“, генеральний директор |
| „КМКС“ Партія угорців України»                                                       |                                    |                       |        |                                | |
| б/м                                                                                  | Кулін Золтан Золтанович            | 04.11.2010            | вища   | позапартійний                  | Закарпатська телерадіокомпанія, заступник генерального директора |
| б/м                                                                                  | Торич Золтан Золтанович            | 04.11.2010            | вища   | «КМКС» Партія угорців України" | Інститут електронної фізики НАН України, секретар |
| Молодіжна партія України                                                             |                                    |                       |        |                                | |
| 27                                                                                   | Данч Михайло Васильович            | 04.11.2010            | вища   | позапартійний                  | приватний підприємець |
| Народна Партія                                                                       |                                    |                       |        |                                | |
| 16                                                                                   | Ковальський Анатолій Володимирович | 04.11.2010            | вища   | позапартійний                  | ЖРЕР-5, директор |
| 30                                                                                   | Бедь Юліанна Петрівна              | 04.11.2010            | вища   | Народна партія                 | Ужгородська міська рада, секретар |
| Партія регіонів                                                                      |                                    |                       |        |                                | |
| б/м                                                                                  | Беляков Юрій Володимирович         | 04.11.2010            | вища   | Партія регіонів                | Державний комітет України у справах ветеранів, головний спеціаліст-уповноважений в Закарпатській області                                                                           |
| б/м                                                                                  | Феєр Віктор Іванович               | 04.11.2010            | вища   | Партія регіонів                | Закарпатська ОДА, заступник голови |
| б/м                                                                                  | Ващук Федір Григорійович           | 04.11.2010            | вища   | позапартійний                  | Закарпатський державний університет, ректор |
| б/м                                                                                  | Лях Єлизавета Йосипівна            | 04.11.2010            | вища   | позапартійна                   | Ужгородська міська дитяча клінічна лікарня, заступник головного лікаря |
| б/м                                                                                  | Соханич Федір Федорович            | 04.11.2010            | вища   | позапартійний                  | Закарпатський державний університет, доцент кафедри фінансів ті кредиту |
| б/м                                                                                  | Бобіта Віктор Амброзійович         | 04.11.2010            | вища   | позапартійний                  | приватний підприємець |
| 3                                                                                    | Ковач Олександр Михайлович         | 04.11.2010            | вища   | Партія регіонів                | приватний підприємець |
| 9                                                                                    | Мартин Віктор Іванович             | 04.11.2010            | вища   | позапартійний                  | Департамент міського господарства м. Ужгород, директор |
| 11                                                                                   | Мандич Юрій Васильович             | 04.11.2010            | вища   | Партія регіонів                | приватний підприємець |
| 13                                                                                   | Чурило Михайло Михайлович          | 04.11.2010            | вища   | Партія регіонів                | приватний підприємець |
| 14                                                                                   | Пономарьов Станіслав Борисович     | 04.11.2010            | вища   | Партія регіонів                | приватний підприємець |
| 15                                                                                   | Адамчук Ігор Іванович              | 04.11.2010            | вища   | позапартійний                  | ТОВ «Універсал-М», директор |
| 19                                                                                   | Андріїв Богдан Євстафійович        | 04.11.2010            | вища   | Партія регіонів                | приватний підприємець |
| 21                                                                                   | Травницький Сергій Тіборович       | 04.11.2010            | вища   | позапартійний                  | приватний підприємець |
| 25                                                                                   | Булина Михайло Михайлович          | 04.11.2010            | вища   | Партія регіонів                | ВАТ «Закарпатвтормет», заступник директора |
| Політична партія Всеукраїнське об'єднання «Батьківщина»                              |                                    |                       |        |                                | |
| б/м                                                                                  | Чучка Павло Павлович               | 04.11.2010            | вища   | ВО «Батьківщина»               | Баранинська сільська рада Ужгородського району Закарпатської області, сільський голова                                                                                             |
| б/м                                                                                  | Гнатків Василь Іванович            | 04.11.2010            | вища   | ВО «Батьківщина»               | філія «Відділення ПАТ Промінвестбанк в м. Чоп Закарпатської області», начальник управління по роботі з корпоративними клієнтами                                                    |
| б/м                                                                                  | Пахомова Світлана Миколаївна       | 04.11.2010            | вища   | позапартійна                   | Ужгородський національний університет, професор, завідувач кафедри словацької філології                                                                                            |
| б/м                                                                                  | Дацюк Костянтин Леонідович         | 04.11.2010            | вища   | ВО «Батьківщина»               | ТОВ «ДаКас», генеральний директор |
| б/м                                                                                  | Щадей Віктор Іванович              | 04.11.2010            | вища   | позапартійний                  | ТОВ "Редакція газети «Місцевий час», директор |
| б/м                                                                                  | Колодій Іван Йосифович             | 04.11.2010            | вища   | ВО «Батьківщина»               | Закарпатська обласна організації партії "ВО «Батьківщина», прес-секретар |
| б/м                                                                                  | Станкович Михайло Михайлович       | 04.11.2010            | вища   | позапартійний                  | приватний підприємець |
| 17                                                                                   | Галас Святослав Ігорович           | 04.11.2010            | вища   | ВО «Батьківщина»               | управління НБУ в Закарпатській області, інспектор відділу банківського нагляду |
| 29                                                                                   | Румянцев Тарас Анатолійович        | 04.11.2010            | вища   | ВО «Батьківщина»               | СК «Фанат», старший тренер — інструктор |
| Політична партія «Зелені»                                                            |                                    |                       |        |                                | |
| 20                                                                                   | Оксьон Юрій Юрійович               | 04.11.2010            | вища   | позапартійний                  | Ужгородський Національний Університет, працівник |
| Політична партія "Партія екологічного порятунку «ЕКО+25%»                            |                                    |                       |        |                                | |
| б/м                                                                                  | Погорєлов Андрій Вікторович        | 04.11.2010            | вища   | позапартійний                  | Державне управління охорони навколишнього середовища в Закарпатській області, начальник                                                                                            |
| б/м                                                                                  | Король Світлана Ігнатівна          | 04.11.2010            | вища   | позапартійна                   | ПП "Аудиторська фірма «Довіра», директор |
| Політична партія «Сильна Україна»                                                    |                                    |                       |        |                                | |
| б/м                                                                                  | Кіндюх Петро Ярославович           | 04.11.2010            | вища   | «Сильна Україна»               | Ужгородська загальноосвітня школа І-ІІІ ст. № 5, директор |
| б/м                                                                                  | Мильо Володимир Володимирович      | 04.11.2010            | вища   | «Сильна Україна»               | ПП «Мильо», директор |
| 12                                                                                   | Гомонай Василь Васильович          | 04.11.2010            | вища   | позапартійний                  | Ужгородський Національний Університет, доцент кафедри |
| Політична партія «УДАР (Український Демократичний Альянс за Реформи) Віталія Кличка» |                                    |                       |        |                                | |
| б/м                                                                                  | Буланов Ростислав Михайлович       | 04.11.2010            | вища   | «УДАР»                         | загальноосвітня школа № 19, вчитель |
| б/м                                                                                  | Зілгалова Марія Михайлівна         | 04.11.2010            | вища   | «УДАР»                         | кредитна спілка «ХОСЕН», голова правління |
| Політична партія «Фронт Змін»                                                        |                                    |                       |        |                                | |
| б/м                                                                                  | Баганич Андрій Андрійович          | 04.11.2010            | вища   | «Фронт Змін»                   | ТОВ «Уні-Еко», директор |
| б/м                                                                                  | Яцківський Вадим Ігорович          | 04.11.2010            | вища   | «Фронт Змін»                   | приватний підприємець |
| б/м                                                                                  | Шафарь Ярослав Васильович          | 04.11.2010            | вища   | «Фронт Змін»                   | приватний підприємець |
| 23                                                                                   | Горбань Сергій Олександрович       | 04.11.2010            | вища   | «Фронт Змін»                   | ТОВ «АБ „ТАЙФУН“», заступник директора |
| Українська партія                                                                    |                                    |                       |        |                                | |
| 26                                                                                   | Бадида Василь Васильович           | 04.11.2010            | вища   | позапартійний                  | ПАТ «УкрСиббанк», керуючий портфелем середнього бізнесу |